# Kap Cleveland (udde i Grönland, lat 82,30, long -52,25)
Kap Cleveland är en udde i Grönland (Kungariket Danmark). Den ligger i den norra delen av Grönland, 2 000 km norr om huvudstaden Nuuk.
Terrängen inåt land är platt.  Trakten runt Kap Cleveland är nära nog obefolkad, med mindre än två invånare per kvadratkilometer. Det finns inga samhällen i närheten. 